# Julio Argentino Roca
Alejo Julio Argentino Roca Paz (San Miguel de Tucumán, 17 luglio 1847 – Buenos Aires, 19 ottobre 1914) è stato un politico argentino.
Fu Presidente dell'Argentina per due mandati: dal 12 ottobre 1880 al 12 ottobre 1886 e dal 12 ottobre 1898 al 12 ottobre 1904.

## Biografia
Entrato giovanissimo nell'esercito, combatté nella guerra del Paraguay del 1865-1870; esponente di spicco del partito guerrafondaio che voleva la completa sottomissione degli indiani della Patagonia, criticò aspramente l'operato del ministro della Guerra Adolfo Alsina, il quale, pur procedendo lentamente alla Conquista del deserto e all'arretramento dei nativi, non voleva calcare troppo la mano. Quando però Alsina morì improvvisamente, nel 1877, il presidente dell'Argentina Nicolás Avellaneda lo nominò ministro della Guerra, anche per guadagnarsi l'appoggio del partito favorevole alla guerra.
Contrariamente al suo predecessore, Roca riteneva che l'unica soluzione possibile contro gli indigeni fosse quella di estinguerli, sottometterli o espellerli. Così, verso la fine del 1878, il ministro diede via alla campagna contro gli indiani, volta a ripulire la zona tra la Zanja de Alsina e il Rio Negro, con continui e sistematici assalti agli insediamenti dei nativi (tolderìas). Nel 1879, con 6000 uomini armati di moderni fucili Remington a retrocarica, forniti dagli USA, Roca diede avvio alla seconda ondata militare, che in due mesi raggiunse Choele Choel, dove gli indiani si arresero senza combattere. Da altri punti, diverse compagnie militari si aprirono la strada verso il Rio Negro e un suo affluente settentrionale, il Neuquén, che segnavano il confine naturale dalle Ande all'Oceano Atlantico. Nel bacino tra questi due fiumi vennero costruiti numerosi insediamenti, oltre a molti altri sul fiume Colorado, mentre via mare furono eretti altri centri abitati, nel bacino del fiume Santa Cruz, principalmente ad opera di immigrati gallesi.
Si era ancora in aperta campagna quando, allo scadere del mandato di Avellaneda, Julio Argentino Roca fu candidato alla presidenza dal partito federalista, vincendo le elezioni e insediandosi ufficialmente come presidente dell'Argentina il 12 ottobre 1880. Appena eletto, Roca ritenne imperativo conquistare i territori a sud del Rio Negro, per completare infatti la colonizzazione avviata dal suo predecessore e dare sbocco all'immigrazione europea che aveva come meta l'Argentina. Per questo, nel 1881, il presidente argentino ordinò una nuova campagna militare sotto il comando del colonnello Conrado Villegas. Questi, nel giro di un anno, conquistò la provincia di Neuquén, arrivando fino al fiume Limay; la campagna continuò a sospingere la resistenza indigena sempre più a sud, fino a combattere l'ultima battaglia il 18 ottobre 1884. Due mesi dopo, gli ultimi ribelli, circa 3000, al comando dei caciques Inacayal e Foyel, si arresero nell'odierna provincia di Chubut.
Alla scadenza del suo mandato, il 12 ottobre 1886, Roca si ritirò dalla vita pubblica, ma tornò alla ribalta nel 1890, quando assunse l'incarico di ministro dell'Interno durante la presidenza di Pellegrini. In questa veste dovette affrontare la tensione sociale del paese, scosso dai movimenti operai e anti-oligarchici, che portarono alla fondazione, nel 1890, del Partito socialista, e dell'Unione Civica Radicale nel 1891. Scaduto il mandato presidenziale nel 1892, Roca tornò a vita privata, finché, il 12 ottobre 1898, ottenne un secondo mandato, durante il quale migliorò i rapporti con il Brasile, cui cedette parte dello Stato di Santa Catarina (ottenuto nel 1879 con la Guerra del Paraguay) e poté portare a termine l'ampliamento territoriale voluto dal suo predecessore Uriburu, annettendo, nel 1899, la Puna de Atacama, territorio ceduto dal Cile. Scaduto il suo mandato il 12 ottobre 1904, il politico argentino si diede alla carriera diplomatica, venendo nominato ambasciatore a Rio de Janeiro e Parigi. Morì il 19 ottobre 1914 a Buenos Aires.

### Politica educativa e culturale
Animato dal laicismo, il presidente Roca e il suo governo perseguirono una politica di separazione tra Stato e Chiesa attraverso la legge che istituì l'anagrafe civile. Dopo il primo Congresso pedagogico nazionale fu varata una nuova legge sull'istruzione scolastica, voluta dall'ex presidente Domingo Faustino Sarmiento, che stabilì l'istruzione primaria obbligatoria, gratuita e laica.
Con la legge sull'istruzione, Roca e Sarmiento conseguirono tre obiettivi: obbligare all'acceso scolastico di base la popolazione argentina, ridurre il tasso di analfabetismo e permettere il consolidamento della democrazia.
Le scuole pubbliche passarono da 1214 a 1804; gli istituti magistrali da 10 a 17; i docenti aumentarono da 1915 a 5348 e il numero totale degli alunni raddoppiò da 86 927 a 180 768.
L'internunzio apostolico Luigi Matera attaccò la legge sull'istruzione perché proibiva l'educazione religiosa nelle scuole pubbliche e velatamente incoraggiò i cattolici alla disobbedienza civile. In risposta, per ordine del presidente Roca, il ministro Francisco J. Ortiz ritirò le  credenziali al nunzio e lo espulse dal paese; le relazioni diplomatiche con la Santa Sede rimasero interrotte per anni. Come risposta si formò un raggruppamento politico cattolico guidato da José Manuel Estrada, che intendeva contrapporsi all'egemonia liberale e anticlericale del governo.